# Расел (острво, Нунавут)

Острво Расел (енгл. Russell Island) је једно од острва у канадском арктичком архипелагу. Острво је у саставу Нунавута, канадске територије. Налази се сјеверно од острва Принца од Велса.
Површина износи око 940 km². Острво је ненасељено.